# Enna
Enna (lat. Henna) je město v provincii Enna na Sicílii. Je jedním z největších v provincii. Do roku 1926 neslo sicilský název Castrugiuvanni. K 31. březnu 2020 zde žilo 26 546 obyvatel.

## Poloha
Enna se rozkládá v geografickém středu Sicílie v nadmořské výšce kolem 930 až 968 metrů, na úpatí pohoří Monti Erei, s výhledem na Monti Nebrodi a na severu Monti Madonie. Pouze severní a střední část města je obydlena. Leží zde jezero Lago di Pergusa, na kterém mělo dojít k mytickému únosu Persefony, a protéká několik řek a říček. Při dobré viditelnosti je vidět sopka Etna.

## Historie
Místo bylo osídleno od neolitu, má početné archeologické sbírky z období řecké a římské antiky, kdy patřilo k nejvýznamnějším sídlům na Sicílii, nejen v období punských válek. Neblaze proslulý římský politik Gaius Verres (115–43 př. n. l.), přívrženec diktátora Suly, gambler, podporovatel prostituce a lupič uměleckých památek zde v letech 73–71 př. n. l. sídlil v úřadu místodržitele (propraetora) římské provincie Sicílie. Žili zde Titus Livius, politik a filolog Nicomachus Flavianus zde roku 408 vydal jeho 10 dějepisných knih. Cicero zde napsal svou úspěšnou soudní řeč proti Verrovi, jehož obvinil mimo jiné z krádež bronzové sochy ze zdejšího chrámu bohyně Ceres.
Roku 859 dobyli město Arabové a zmasakrovali 8000 obyvatel. Většinu antických památek zbořili Saracéni.
Ve městě je několik římskokatolických kostelů a živá tradice každoročních velikonočních procesí, v nichž chodí kostýmovaní příslušníci 15 farních a profesních bratrstev (konfraternit).

## Pamětihodnosti

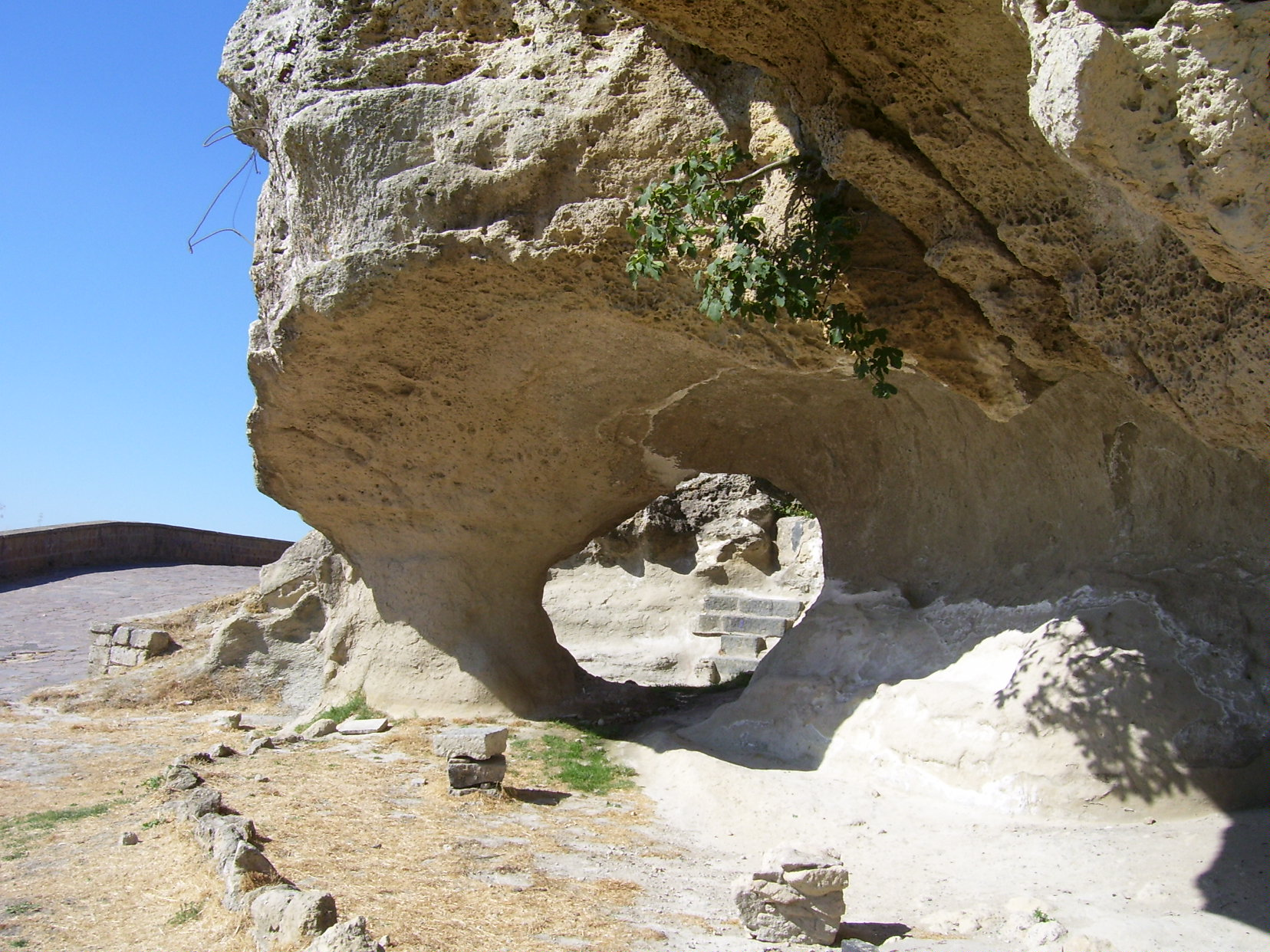
Skála bohyně Ceres

- Rocca di Cerere (Skála bohyně Ceres), kultovní centrum antického města s fragmenty řeckého oltáře bohyně Demeter/Ceres, o němž psal Cicero; místo bájné .
- Dóm Navštívení Panny Marie, založen r. 1307 (portál), obnoven po požáru r. 1446, fasáda barokní; gotický krucifix, obraz vlámského malíře Guglielma Borremanse
- Kostel sv. Františka s bývalým klášterem františkánů (Chiesa di San Francesco) na Piazza Vittorio Emanuele, nyní knihovna
- Kostel sv. Kláry (Chiesa di Santa Chiara)
- Castello di Lombardia - největší sicilský hrad z 12. století, z 20 věží se dochovalo 6, nejvyšší je Torre Pisana
- Osmiboká obytná věž Fridricha II. Sicilského, (Torre di Federico II.), dříve spojená chodbou s hradem
- Univerzita založená roku 2002, výzkumné centrum klasické archeologie
- Dva sportovní stadiony sloužící hlavně fotbalu, autodrom ve čtvrti Pergusa

## Muzea
- Museo Alessi - dómský poklad, obsahuje mj. zlatou mariánskou korunu, středověké byzantské ikony, práce a sbírka mincí
- Palazzo Varisano - Archeologické muzeum, významné sbírky antické řecké a římské plastiky, keramiky a kovů

## Slavnosti
Slaví se církevní svátek Navštívení Panny Marie 2. června (patrocinium dómu), velikonoční pašijové procesí. Na autodromu, vybudovaném roku 1961 s pětikilometrovým okruhem se jezdí závody Formule 1, Formule 3000 a slavnost Ferrari.

## Galerie

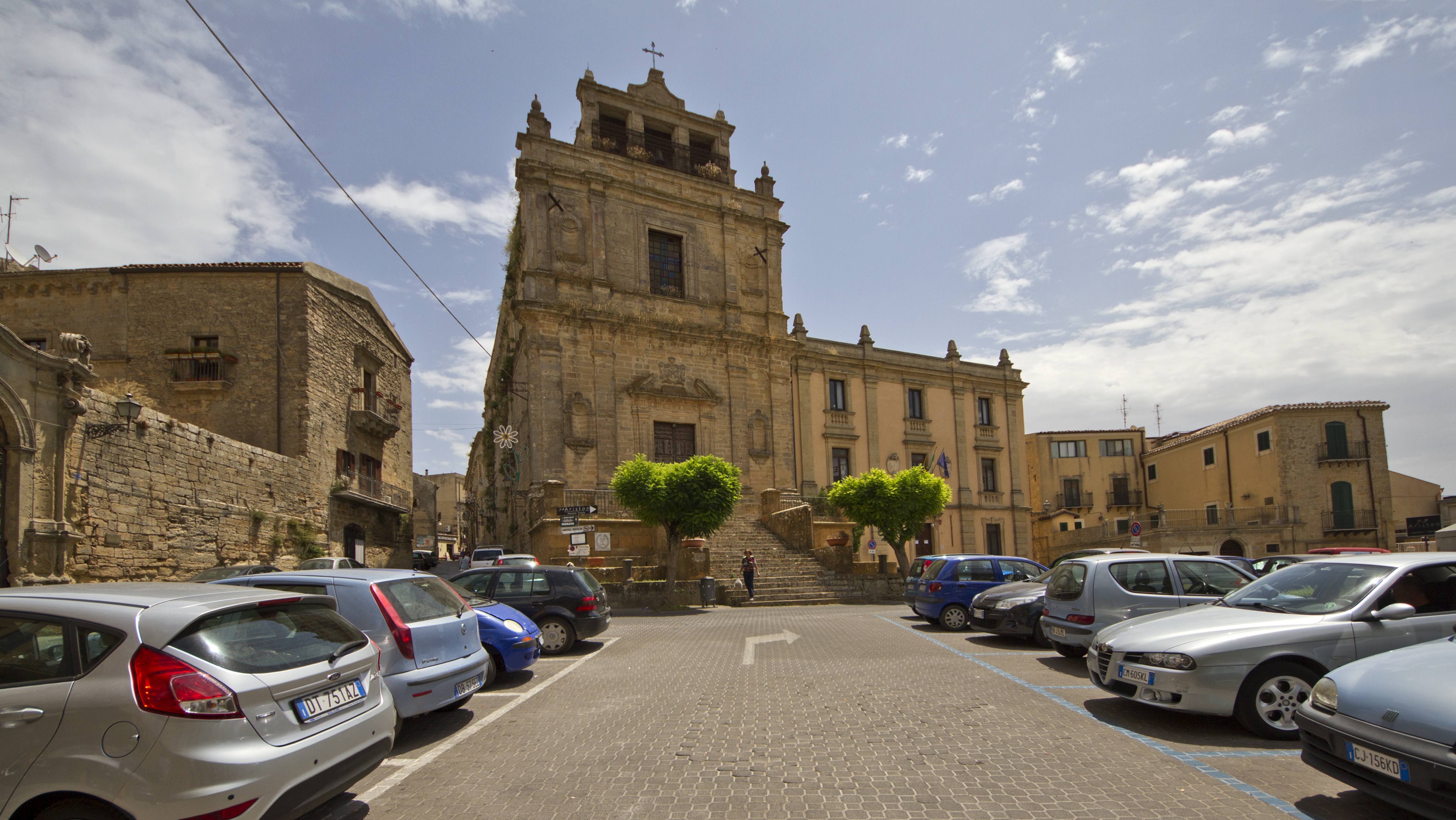
Kostel sv. Kláry
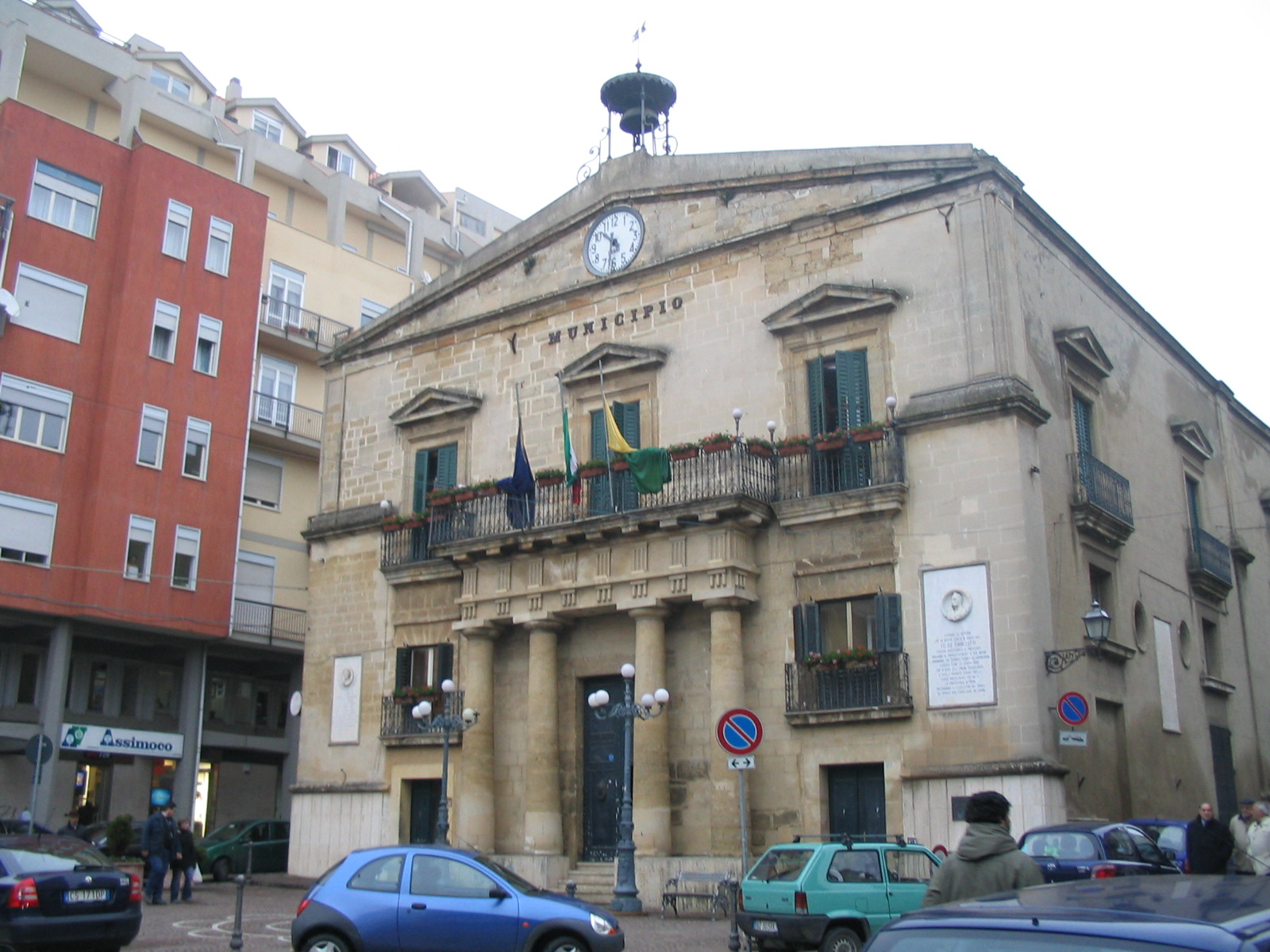
Radnice
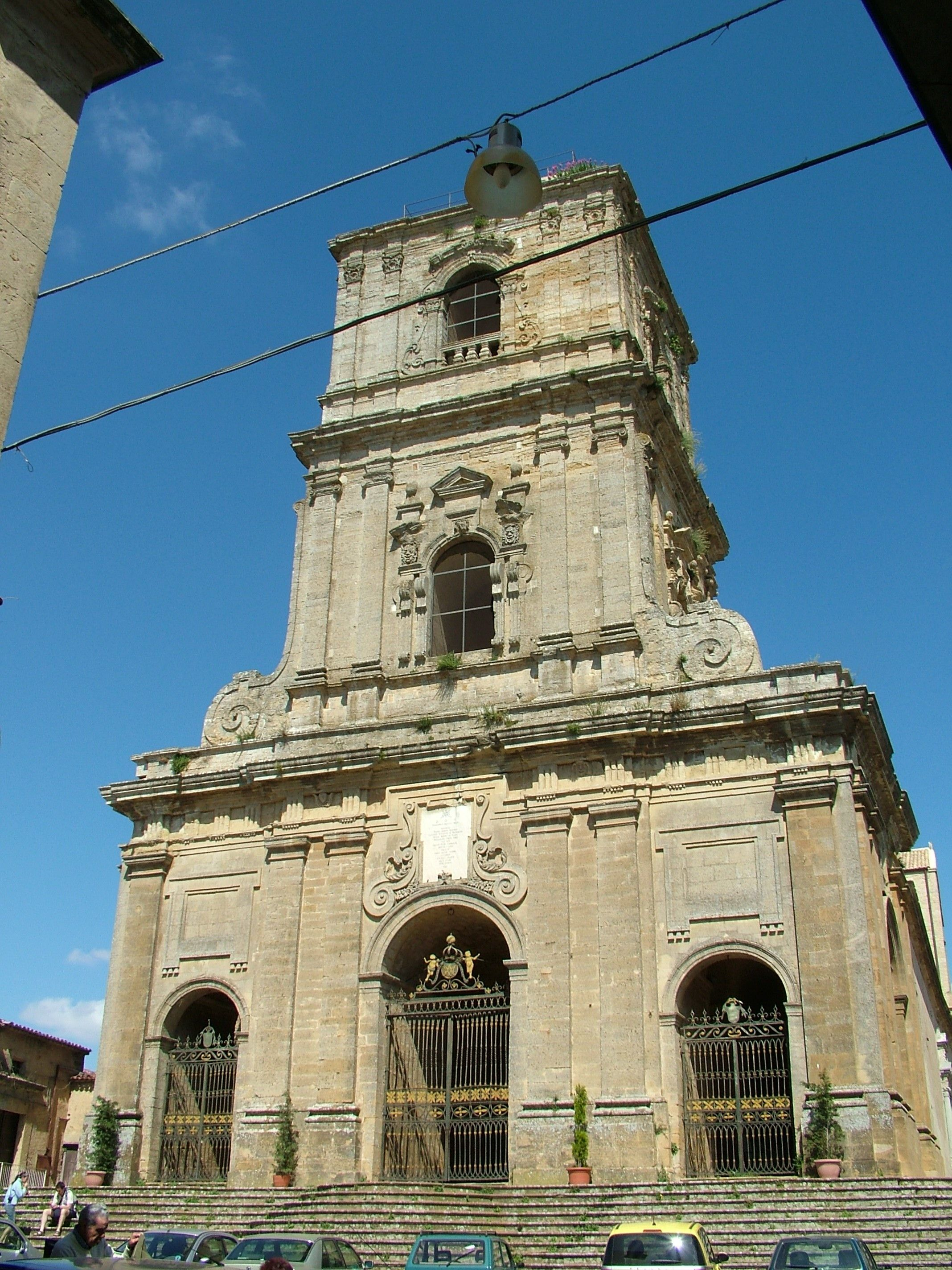
Dóm
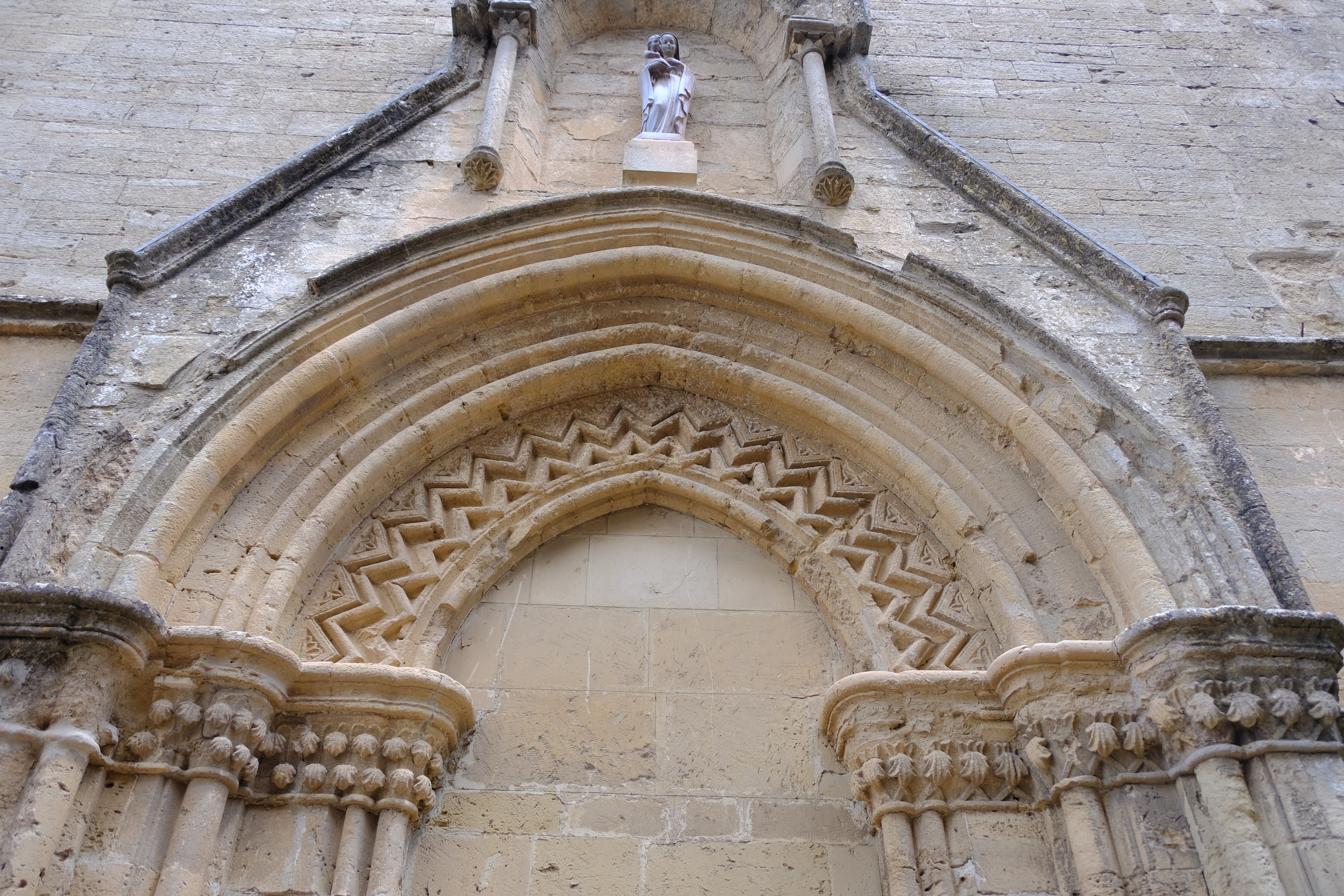
Gotický portál dómu
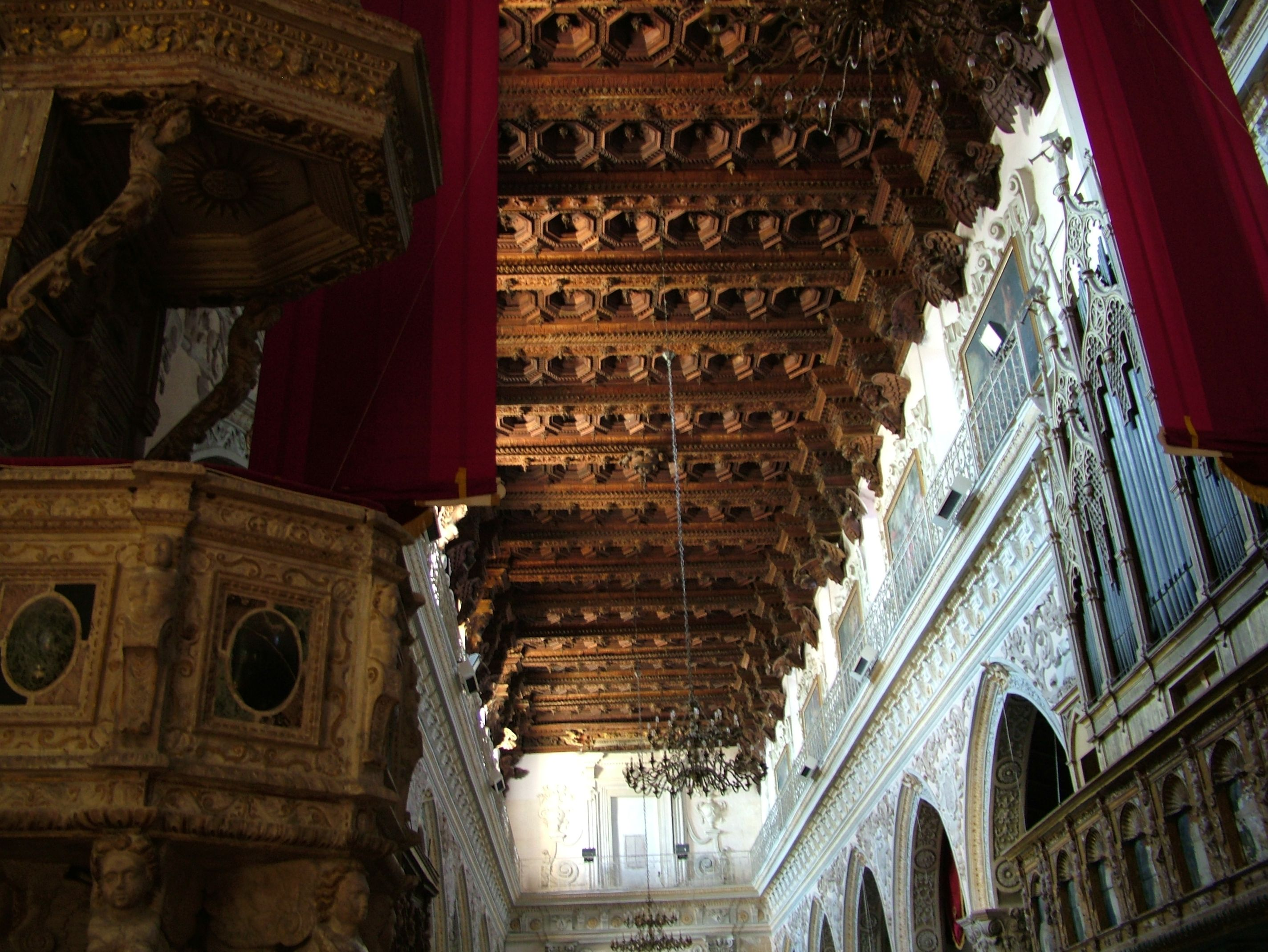
Interiér dómu
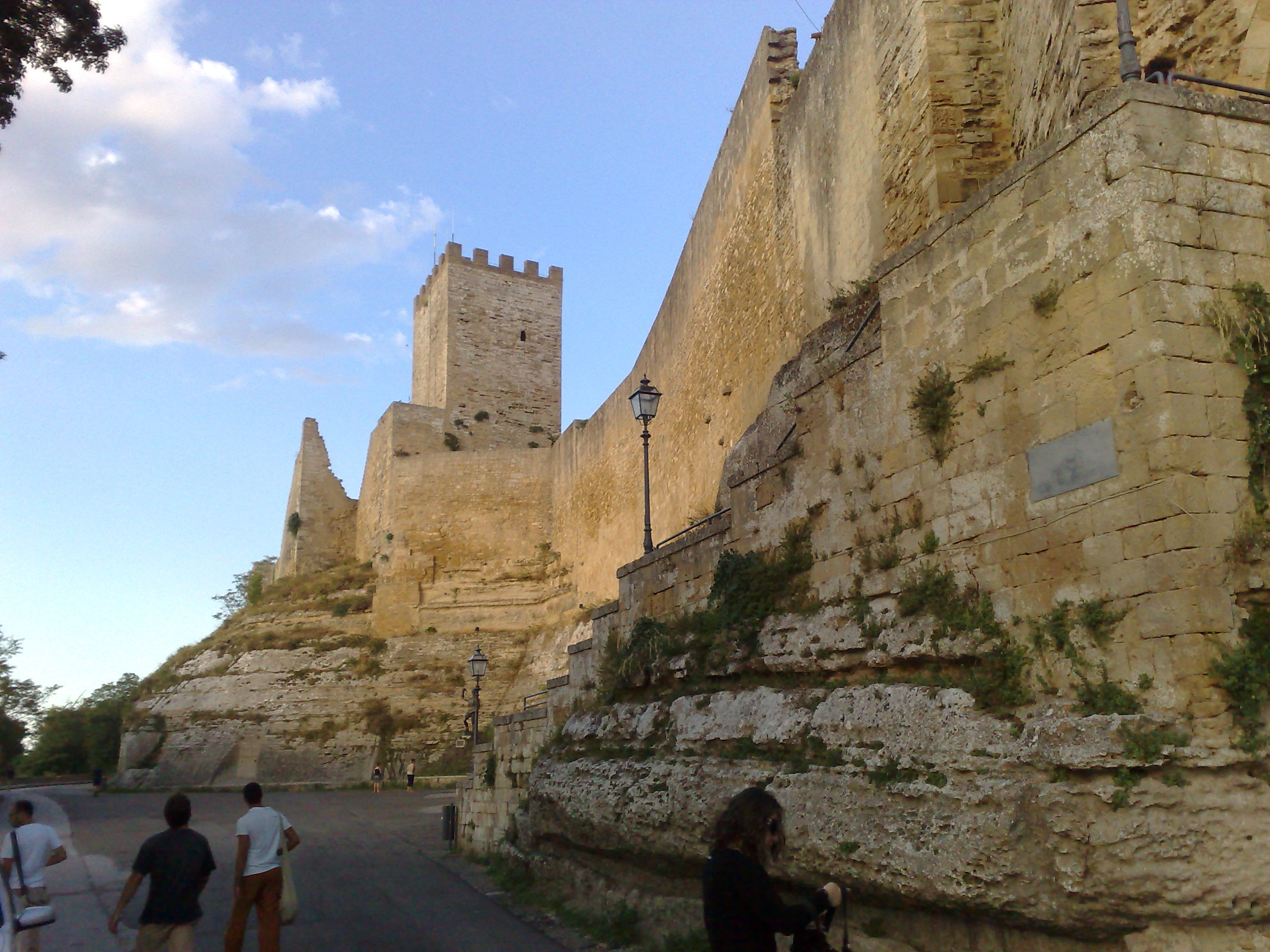
Lombardský hrad
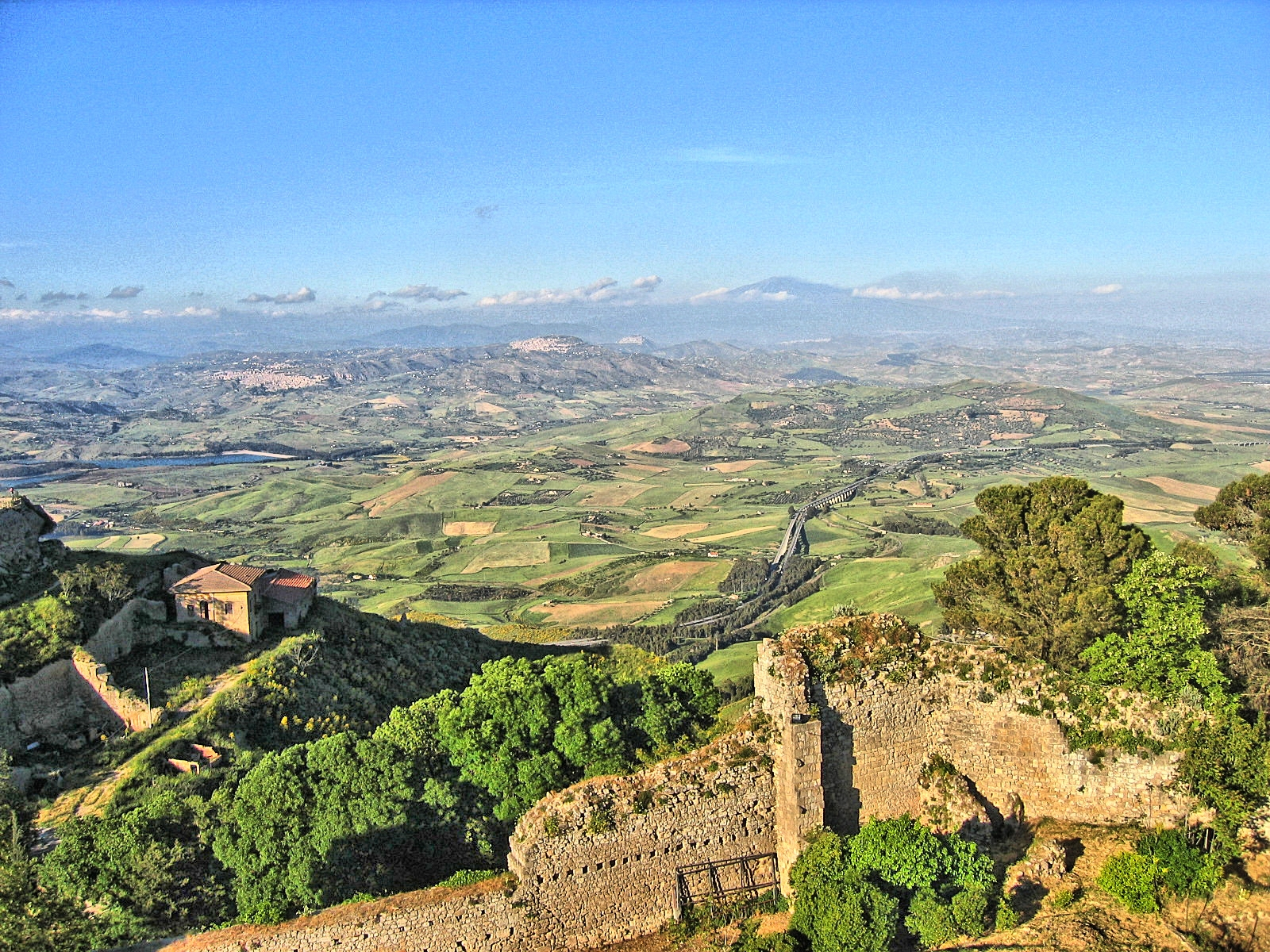
Pohled z hradu
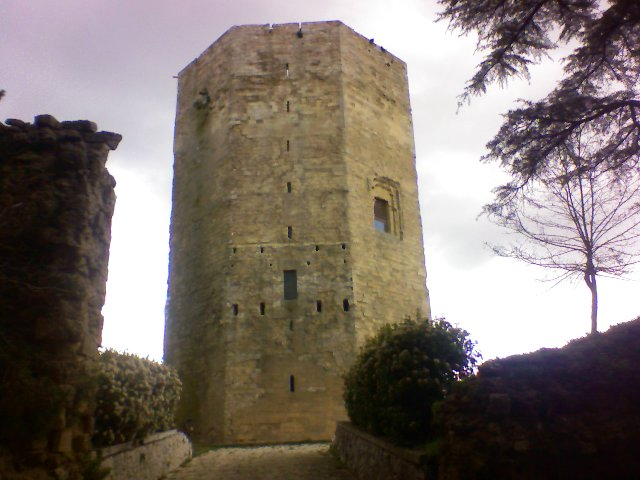
Věž Federica II.
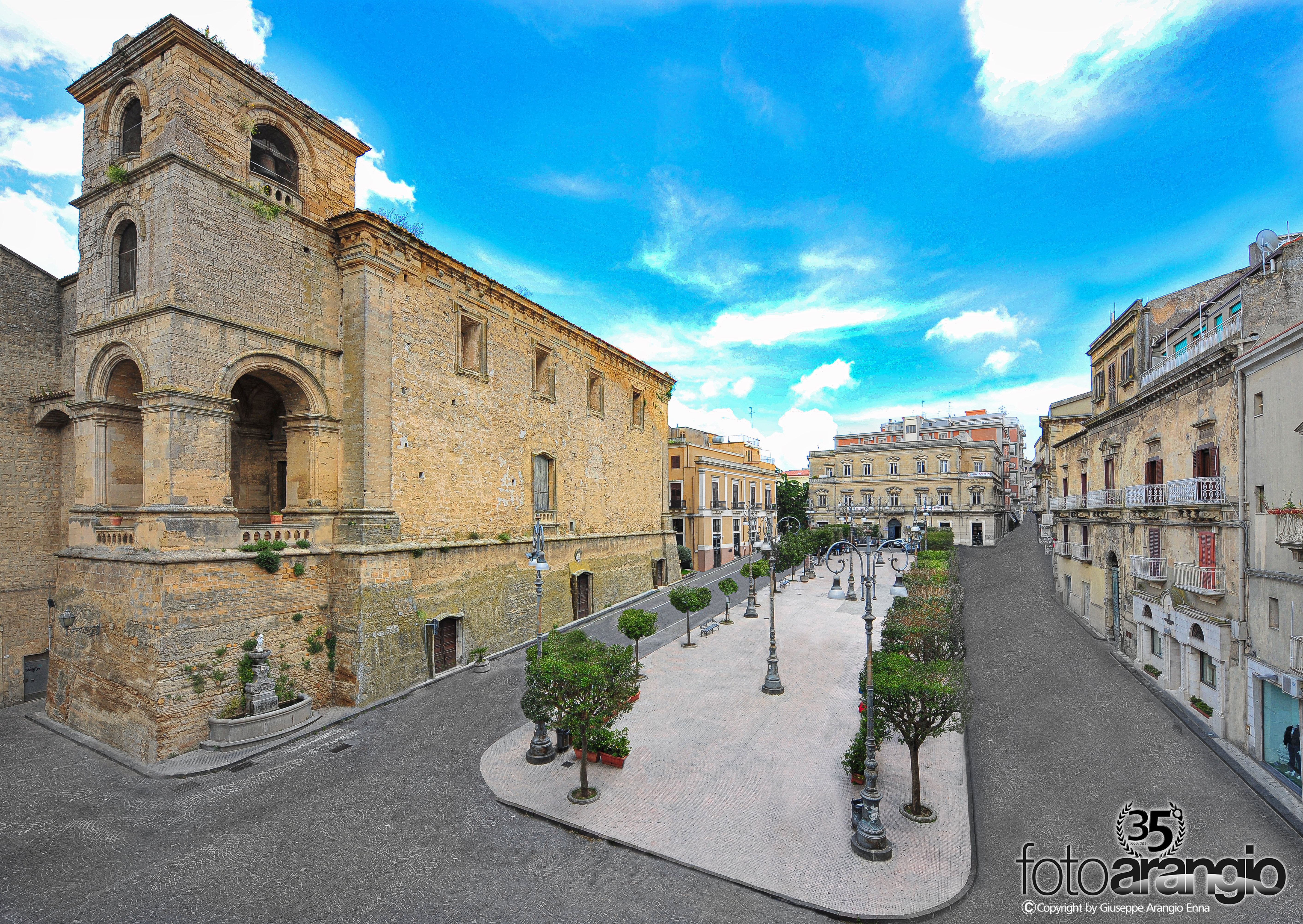
Kostel sv. Františka
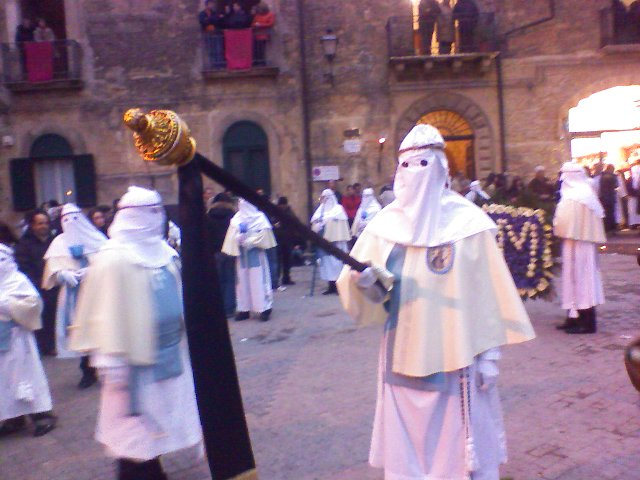
Velikonoční procesí